# Paul Alsberg
Paul Alsberg, auch Paul Alsberry (geboren 7. Juli 1883 in Köln; gestorben 2. Februar 1965 in London) war ein deutscher Mediziner und Anthropologe.

## Leben
Nach dem Studium der Medizin war er als Bakteriologe und Arzt tätig. 1934 emigrierte er mit seiner Frau nach England, nachdem er als Jude aus dem Konzentrationslager Oranienburg entlassen  worden war.
Sein einziges, bis heute viel beachtetes Werk ist Das Menschheitsrätsel. Versuch einer prinzipiellen Lösung, erschien 1922. Er begründete mit diesem Werk seinen Ruf als Vorreiter der modernen philosophischen Anthropologie, die in Scheler, Plessner und Gehlen ihre bedeutendsten Vertreter hatte. Aufbauend auf einem Mensch-Tier-Vergleich bestimmt er das Prinzip der „Körperausschaltung“ als grundlegend für den Menschen und die ihm eigenen Kulturleistungen. Dieses Prinzip ist laut Alsberg gleichermaßen wirksam in Werkzeuggebrauch (beginnend mit dem Steinwurf) und Technik, der Sprache und der Begriffsbildung (Abstraktion) sowie der Ästhetik, der Moral und der Wissenschaft. Dieter Claessens hat dieses Prinzip in seiner biosoziologischen Grundlagenschrift Das Konkrete und das Abstrakte (Frankfurt am Main 1980,²1993) stark herangezogen.
Das Konzept der Körperausschaltung hat Hans Blumenberg in seinem nachgelassenen Werk „Beschreibung des Menschen“ wieder aufgegriffen, was den Thesen Alsbergs zu einer breiteren Rezeption verholfen hat.
Alsberg formulierte als einer der Ersten die Logik der Massenvernichtungsmittel: „Wenn es ... infolge einer ... Verschärfung der Kriegsmittel nur noch gegenseitige Zerstörungen und Vernichtungen, nur noch Besiegte und Verstümmelte, aber keine Sieger mehr gibt, dann wird der Krieg gleichbedeutend mit Selbstmord ... .“(Das Menschheitsrätsel, S. 473)

## Einzelbelege
1. ↑  Wolfgang Harich behauptet, Gehlen habe dem Juden Alsberg "den rationalen Kern seines Hauptwerkes gestohlen", weil er ihn als Emigrant nicht mehr belangen konnte. Vgl. Wolfgang Harich: Ahnenpass. Versuch einer Autorbiographie, hg. v. Th.Grimm, Berlin 1999, S. 374

| Personendaten    | Personendaten                        |
| ---------------- | ------------------------------------ |
| NAME             | Alsberg, Paul                        |
| ALTERNATIVNAMEN  | Alsberry, Paul                       |
| KURZBESCHREIBUNG | deutscher Mediziner und Anthropologe |
| GEBURTSDATUM     | 7. Juli 1883                         |
| GEBURTSORT       | Köln                                 |
| STERBEDATUM      | 2. Februar 1965                      |
| STERBEORT        | London                               |